# Ibn al-Bajtár
Abú Muhammad Díjá’-ad-Dín ’Abd-Alláh ibn Ahmad ibn al-Bajtár al-Málikí al-Andalusí (* 1179, Benalmádena, Španělsko – 1248, Damašek, Sýrie) byl známý arabský lékař, lékárník a botanik. Jeho příjmení al-Bajtár odkazuje na povolání jeho otce, jenž byl zvěrolékařem.
Po studiu u Ibn al-Rumi v Seville opustil své rodné Španělsko a cestoval po severní Africe, Řecku, Malé Asii, Persii, Iráku, Egyptě a Sýrii. Přitom sbíral a studoval léčivé rostliny. Pracoval ve službách Ajjúbovců ve východním Středomoří. Mezi jeho žáky patřil např. Ibn Abí Usajbi’a. V roce 1602 pod latinským překladem publikoval knihu Materia medica. V roce 1227 skončil s cestováním po arabském světě, a tak se v roce 1227 usadil v Damašku, kde začal psát a kde v roce 1248 zemřel.